# Дорчестер (округ, Південна Кароліна)
Шаблон:StateAbbr_ 33°05′ пн. ш. 80°24′ зх. д. / 33.08° пн. ш. 80.4° зх. д.
Округ Дорчестер (англ. Dorchester County) — округ (графство) у штаті Південна Кароліна, США. Ідентифікатор округу 45035.

## Історія
Округ утворений 1897 року.

## Демографія
За даними перепису 
2000 року 
загальне населення округу становило 96413 осіб, зокрема міського населення було 70293, а сільського — 26120.
Серед мешканців округу чоловіків було 47184, а жінок — 49229. В окрузі було 34709 домогосподарств, 26293 родин, які мешкали в 37237 будинках.
Середній розмір родини становив 3,13.
Віковий розподіл населення поданий у таблиці:
| Стать    | До 15 років | 15-21 | 22-29 | 30-39 | 40-49 | 50-65 | 65-85 | Понад 85 |
| -------- | ----------- | ----- | ----- | ----- | ----- | ----- | ----- | -------- |
| Чоловіки | 11850       | 4785  | 4467  | 7965  | 7455  | 7151  | 3300  | 211      |
| Жінки    | 11105       | 4524  | 4719  | 8236  | 7852  | 7513  | 4621  | 659      |

## Суміжні округи
- Берклі — схід
- Чарлстон — південний схід
- Коллтон — південний захід
- Бемберг — захід
- Оранджберг — північний захід

## Виноски
1. ↑  U.S. Decennial Census. United States Census Bureau. Архів оригіналу за 26 квітня 2015. Процитовано 17 березня 2015.
2. ↑  Historical Census Browser. University of Virginia Library. Архів оригіналу за 11 серпня 2012. Процитовано 17 березня 2015.
3. ↑  Forstall, Richard L., ред. (27 березня 1995). Population of Counties by Decennial Census: 1900 to 1990. United States Census Bureau. Архів оригіналу за 2 лютого 2015. Процитовано 17 березня 2015.
4. ↑  Census 2000 PHC-T-4. Ranking Tables for Counties: 1990 and 2000 (PDF). United States Census Bureau. 2 квітня 2001. Архів оригіналу (PDF) за 18 грудня 2014. Процитовано 17 березня 2015.
5. ↑  State & County QuickFacts. United States Census Bureau. Архів оригіналу за 6 червня 2011. Процитовано 23 листопада 2013.(англ.) Наведено за англійською вікіпедією.
6. ↑  American FactFinder. Бюро перепису населення США. Архів оригіналу за 21 травня 2008. Процитовано 31 січня 2008.

| США | Це незавершена стаття з географії США. Ви можете допомогти проєкту, виправивши або дописавши її. |